# Світ у трьох вимірах
Світ у трьох вимірах (рос. Мир в трёх измерениях) — радянський художній фільм 1980 року, знятий на кіностудії «Мосфільм». Остання режисерська робота Юлії Солнцевої, за яку вона отримала Золоту медаль ім. А. П. Довженка.

## Сюжет
Кінець 70-х років. Уральський металургійний завод. Федір Бояришев, робітник, талановитий майстер-зварювальник і визнаний вчений-математик. Він доводить керівництву заводу, що новий трубопрокатний стан необхідно зупинити і вдосконалити. Конфлікт ламає особисте життя його дочки Варі — нареченої начальника трубопрокатного цеху, боягуза і кар'єриста, який кидає дівчину. Бояришев, піддавшись на вмовляння друга, вирішує залишити практичну діяльність і переїхати в Свердловськ, щоб там цілком присвятити себе науці. Однак зрозумівши, що джерело його таланту — практика, герой повертається на рідний завод…

## У ролях
- Ігор Владимиров — Федір Бояришев, професор
- Інна Виходцева — Лідія Петрівна
- Віктор Шульгін — епізод
- Яна Друзь — Варя, дочка професора Бояришева
- Сергій Волкош — епізод
- Ігор Кудряшов — епізод
- Михайло Зимін — епізод
- Борис Невзоров — Анатолій Корабльов
- Павло Махотін — професор Антонов
- Олександр Парра — Лебедянцев
- Володимир Балон — професор Буайє
- Борис Гусаков — епізод
- Андрій Ніколаєв — епізод
- Андрій Градов — епізод
- Віктор Анісімов — епізод
- Юрій Дубровін — «Заводила»
- Тетяна Ронамі — епізод
- Катерина Бєлявська — епізод
- Ірина Нечаєва — епізод
- Олександр П'янзін — п'яний хлопець

## Знімальна група
- Режисер — Юлія Солнцева
- Сценарист — Валентина Нікіткіна
- Оператори — Михайло Демуров, Віктор Епштейн
- Композитор — Едісон Денисов
- Художник-постановник — Віктор Юшин